# Kitchie Nadal
Anna Katrina Nadal Dumilon de López (16 de septiembre de 1980, Manila), más conocida artísticamente como Kitchie Nadal, es una cantante y compositora filipina.

## Vida
Anteriormente fue la principal vocalista de la banda de rock alternativo, Mojofly. Kitchie después de abandonar Mojofly, lanzó su primer álbum discográfico en solitario titulado "Huwag na Huwag Mong Sasabihin". Su álbum fue nominado para un doble platino (con una venta de 80.000 copias vendidas). Kitchie Nadal junto a otros 26 artistas filipinos, participó en un álbum titulado "Tayo Tayo Rin Sa 2015", donde ella interpreta algunas canciones. Este álbum fue lanzado, para una campaña de apoyo y ayuda social, a las personas más necesitadas. Además contó con el apoyo de la embajada de las Naciones Unidas en Filipinas. En su gira y preparación de su próximo álbum, Kitchie también completó sus estudios en la carrera de psicología eb La Universidad De La Salle en Manila. En marzo de 2008 Kitchie, lanzó su segundo disco más esperado titulado "Carta de amor" con 17 temas musicales de su propia autoría. Su último sencillo titulado "Carreteras", fue difundida en varias radioemisoras. En 2008 en la cadena televisiva ABS-CBN, Kitchie interpretó uno de sus éxitos titulado "Himala" (un tema perteneciente al grupo Rivermaya), para su nueva telenovela titulada "Humingi Ako Sa Langit". También participó en un corte comercial, que fue rodada en Sudáfrica

## Discografía
- 2004 - Kitchie Nadal
- 2006 - Amor Ko 'Para para McDonalds Filipinas
- 2007 - Reina de TV Drama PE
- 2008 - Carta de amor

## Álbumes de colaboración que incluyen Kitchie Nadal
- Tunog acústica del 1 al 4 (Warner Music Filipinas, 2003-2006)
- Acústica Night Live 2 (Viva Records, 2004)
- Perfectamente acústicos 2 (Música Octoarts Filipinas, 2004)
- All-Star de Navidad Collection (Warner Music Filipinas, 2004)
- Los ODM Album: Tayo Tayo Rin Sa 2015 (Naciones Unidas Filipinas, 2005)
- De gran Rock (Warner Music Filipinas, 2005)
- Ultraelectromagneticjam!: La música de la Eraserheads (Sony BMG Music Filipinas, 2005)
- Kami NAPO Muna: Un Homenaje a APO (Universal Records, 2006)
- The Best Of Manila Sonido: Mani Hopia Palomitas de maíz (Viva Records, 2006)
- Puso ng mga Awit: Lo Mejor de la GMA Temas vol. 2 (GMA Records, 2006) 2 (GMA Records, 2006)

## Banda sonora
- Wikimedia Commons alberga una categoría multimedia sobre Kitchie Nadal.
- Rounin TV Soundtrack (Estrella Records, 2007)